# Io e l'uovo
Io e l'uovo (The Egg and I) è un film del 1947 diretto da Chester Erskine.

## Trama
Peripezie di due sposini trasferitisi dalla città in campagna; il marito, appassionato di polli, si reca da una piacente vicina per visionare gli impianti. Sua moglie, gelosa, lo lascia ma ritorna dopo la nascita di un bambino. Intanto l'uomo ha acquistato la proprietà della presunta rivale: ora la coppia può riprendere a vivere felice.